# Nostima lineata
Nostima lineata är en tvåvingeart som beskrevs av James F. Edmiston och Wayne N. Mathis 2005. Nostima lineata ingår i släktet Nostima och familjen vattenflugor.
Artens utbredningsområde är Dominica. Inga underarter finns listade i Catalogue of Life.